# Ljubovo
Ljubovo (cyr. Љубово) – wieś w Bośni i Hercegowinie, w Republice Serbskiej, w mieście Trebinje. W 2013 roku liczyła 24 mieszkańców.